# سیارک ۱۰۰۰۳۳
سیارک ۱۰۰۰۳۳ (به انگلیسی: 100033 Taize، نامگذاری:1991GV10) صد هزار و سی و سومین سیارک کشف شده‌است که در ۹ آوریل ۱۹۹۱ کشف شد.